# Hemiboea wangiana
Hemiboea wangiana är en tvåhjärtbladig växtart som beskrevs av Z.Y. Li. Hemiboea wangiana ingår i släktet Hemiboea och familjen Gesneriaceae. Inga underarter finns listade i Catalogue of Life.